# ニュース845 (NHK名古屋)
『ニュース845』（ニュースはちよんご）は、NHK総合テレビの東海3県（名古屋・岐阜・津の各NHK放送局）で放送されている『NHKニュース』のローカルニュース番組である。
番組表上では『ニュース845東海』と表記されることもある。
過去の番組のテロップ表記が『ニュース東海845』だったためこの呼称をする場合もある。また、過去には『NHKニュース・名古屋』『ニュースウエーブ845』『ニュースダイジェスト東海（『NHKニュース9』が30分編成だった頃、番組終了間際10分間の東海ニュースとして放送していた）』といった番組名でNHK名古屋放送局が東海地方今日最後のニュースを放送していた時期もあった。
2013年3月11日よりリアルタイム字幕放送を実施している（祝日は除く）。NHKの地域ニュース番組としては東京に次いで2番目。
本項目では、2012年4月30日から2017年度まで祝日に放送されていた東海・北陸地方向けの放送についても記す。

## 放送内容
- ストレートニュースを中心に放送される[2]。プロ野球のシーズン中の場合、気象情報の前にプロ野球の試合の途中経過ないしは結果も放送され、中日ドラゴンズ戦が行われている場合は、スコアボードや継投（終了時は勝利・セーブ・敗戦投手）など詳細を報じた画面が表示される。番組の最後には気象情報も放送される（全国の天気 → 東海地方の警報・注意報 → 天気の順[3]）。通常気象情報はアナウンサーが原稿を読み上げるが、大雨・台風・大雪など著しい状況の場合は気象予報士も出演し、ニュース内で解説及び気象情報コーナーを進行する事がある。

## 東海・北陸地方向け放送
- 2012年度からは祝日の放送内容が変更され、静岡県・福井県・石川県・富山県（静岡・福井・金沢・富山の各NHK放送局）でも放送され、2012年4月30日の昭和の日の振替休日から放送を行っていた。この場合、タイトルは『ニュース845』で変更はないが、一部新聞や電子番組表上では「ニュース845東海・北陸」と表記されており、この場合は前述のリアルタイム字幕放送には対応していなかった。
- 東海・北陸地方向けの『ニュース845』は2017年度一杯で終了したが、2018年度以降、主にゴールデンウィークの合間の平日（5月1日・2日など）、お盆期間（8月中旬の平日）、年末年始（12月29日から1月3日の前後）の平日でも特別編成などにより、静岡・福井・金沢・富山の各放送局が各県別の「ニュース845」を休止し、臨時ネットされることがある[4]。この臨時ネットの場合、気象情報のコーナーにて通常東海・北陸ブロックネットで省略される注意報が（静岡県、北陸3県含め）放送される。

## 放送時間
- 月曜日 - 金曜日　20:45 - 21:00（JST）

※ 祝日・年末年始は休止し、20:55 - 21:00に「ニュース・気象情報（東海・北陸）」を放送（12月31日を除く）。
※ 中日ドラゴンズ戦中継が延長の場合、20:55までの分は放送休止。

## キャスター
- 名古屋放送局のアナウンサーが交替で担当。

## 20:55からの県内ニュースのタイトル
いずれも2017年9月末を以て終了。
- NHK岐阜放送局 - 「ニュース855・岐阜」
- NHK津放送局 - 「ニュース・みえ」
  - いずれも祝日は放送休止となる。ただし、2016年5月23日 - 5月27日にかけては、5月26日・27日に開催される伊勢志摩サミット関連のニュースを報じるため、放送休止になった。